# استیو لاندکوییست
استیو لاندکوییست (به انگلیسی: Steve Lundquist) (زادهٔ ۲۰ فوریهٔ ۱۹۶۱) شناگر اهل ایالات متحده آمریکا است.